# Карасьов Михайло Володимирович
Михайло Володимирович Карасьов (19 червня 1949, с. Яблунівка, Кагарлицький район, Київська обл. — 17 липня 2024, Київська область) — український педагог, письменник, поет, публіцист, краєзнавець. Член Національної спілки письменників України (2012). Брат письменника Василя Трубая.

## Життєпис
Народився 1949 року в селі Яблунівка Кагарлицького (нині Обухівського) району на Київщині. Батько був лікарем, мати вчителькою.
Закінчив Ржищівське педагогічне училище та історичний факультет Полтавського педагогічного інституту.
Працював вчителем у школах Львівської, Полтавської, Київської областей.
З 1982 року на жив на Обухівщині. Працював учителем історії, а з 1995 р. був директором Дерев'янської загальноосвітньої школи (Дерев'янської гімназії). Займався літературною роботою та краєзнавством.
Тривалий час був рецензентом Всеукраїнського конкурсу романів і кіносценаріїв «Коронація слова».
Після початку російського вторгнення у 2022 році був змушений переїхати на тимчасове проживання до Німеччини.
Помер 17 липня 2024 року, похований 29 серпня 2024 року на обухівському міському цвинтарі «Польок».

## Творчість
Перші вірші Михайла Карасьова були надруковані у районній газеті Яворівського району на Львівщині. Пізніше твори виходили у всеукраїнській періодиці, альманасі обухівських літераторів «Дівич-Гора», журналах «Початкова школа», «Шкільний світ», «Старшокласник», «Київ».
В творчому доробку митця — краєзнавчі фільми про Обухівщину, на території якої було відкрито Трипільську культуру.
Одним з перших в Україні розпочав дослідження подій 1917—1920 років, пов'язаних з повстанським рухом отамана Зеленого (Терпило Данило Ількович). На основі зібраних документів та свідчень очевидців видав документальний нарис «„Бандит“ Зелений» (1992).
Давні легенди та опрацьовані матеріали з язичницького періоду лягли в сюжет створеної ним оригінальної казки «Часи Сварожі. Сказання з прадавніх віків» (2008).
Автор прозових та поетичних творів, які публікувалися в газетах та журналах, а в 2002 році вийшли окремою книгою «Зібране».
Створив поетичні обробки кількох українських народних казок, а також власні казки для підлітків і дорослих.
Написав гумористичну «Абетку натураліста», поетичні замальовки природи «Акварелі». Видав збірку сценаріїв для шкільного театру «Новорічний колобок» (2011).
Займався літературною критикою. В творчому доробку автора є збірки критичних статей «Генії та їх божевільні» (2012) та «В пошуках українського героя» (2013).
Автор слів Гімну Обухівського району та Гімну Обухова.

## Відзнаки
Лауреат Київської обласної літературної премії ім. Григорія Косинки (2013).